# Dicaelotus coriaceus
Dicaelotus coriaceus là một loài tò vò trong họ Ichneumonidae.